# 环形林荫大道

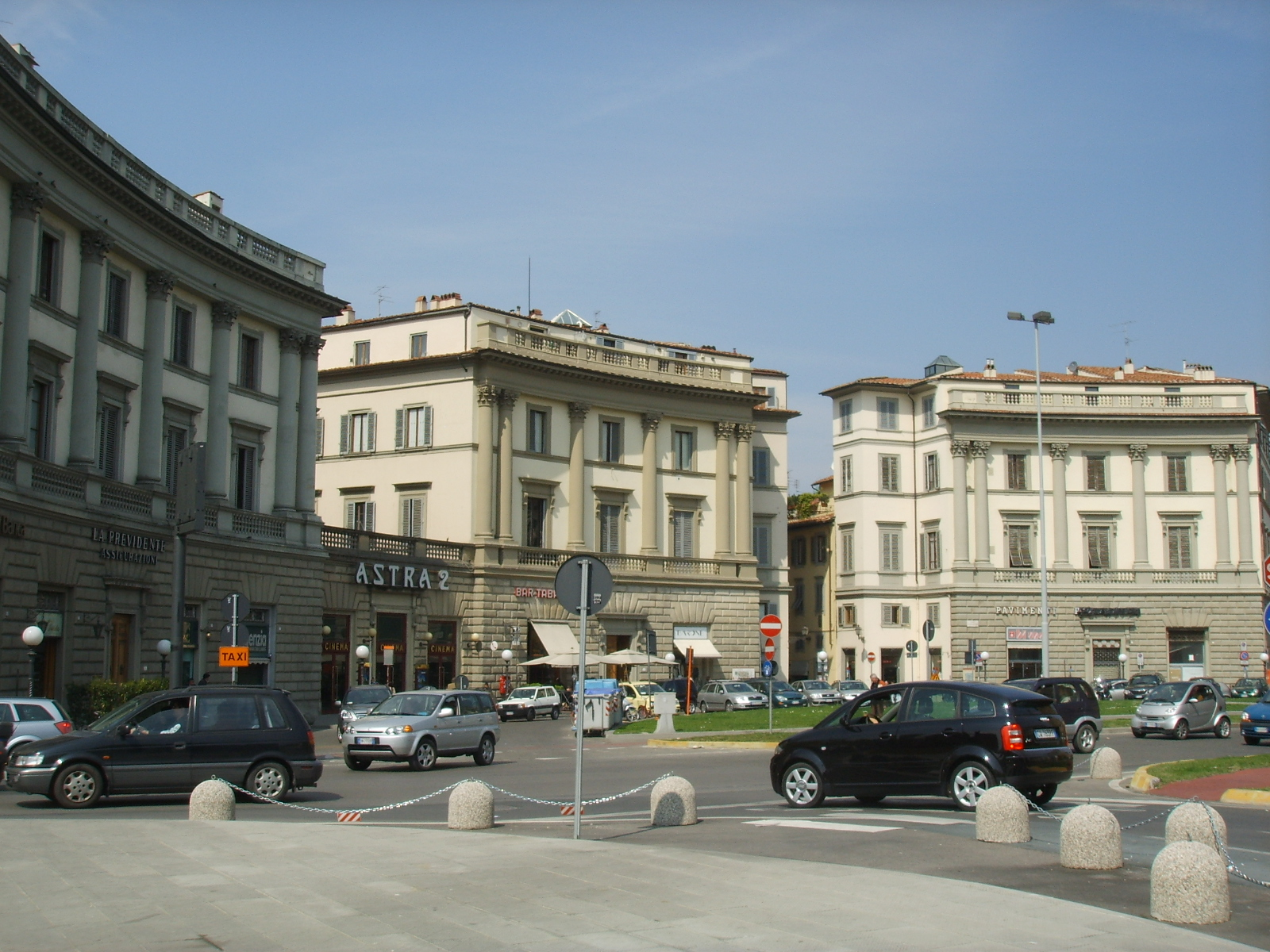
Gli edifici di piazza Beccaria

环形林荫大道（Viali di Circonvallazione）是義大利佛罗伦萨的道路，包括阿诺河北岸环绕市中心的几段林荫道（4至6车道），受到了巴黎林荫大道的启发，修建于佛罗伦萨充当意大利首都的时期。

## 历史
这条林荫大道的路线，正是古代的佛罗伦萨城墙，1865年根据朱塞佩·波吉的发展规划拆除了城墙，当时佛罗伦萨是意大利的首都，需要相应的现代功能，与其他欧洲国家的首都相配。 